# 頭旗
頭旗為寺廟廟宇或陣頭中前方領頭隊伍所持標有此團體名稱之旗幟，作為開路及除煞使用。
台灣廟宇民間信仰每年辦理的遶境隊伍、文武陣頭及藝閣等，用以彰顯各社團之特色及印象，會以頭旗作為各社團的象徵，僅於廟會活動中出現。其製作工法多樣，融合傳統刺繡與打錫工藝製作。

## 歷史
「旗」名詞一說，最早始於戰國時代周禮提及，作為標誌及號令用，象徵著使用者之身份並易於辨別。頭旗為寺廟廟宇或陣頭中前方領頭隊伍所持標有此團體名稱之旗幟，作為開路及除煞使用。有關頭旗的緣起有以下三種：皇帝儀仗、古代軍隊旗幟、祭祖傳統:13。
1. 皇帝儀仗：作為皇帝前導部隊之引導、開路及通報。
2. 軍隊旗幟：以軍隊象徵性標誌或圖案，作為發號施令指揮軍隊。
3. 祭祖傳統：立於家宅院前，象徵家族身份地位，彰顯家族名聲顯赫。

## 形式種類

### 寺廟頭旗
臺灣傳統民俗中，香陣隊伍為傳統的習俗之一，廟宇的神轎隊伍和各式的陣頭，在眾多陣頭隊伍的最前頭通常會配有一支象徵隊伍身份的旗幟，稱為「寺廟頭旗」。根據台南地區寺廟頭旗之研究黃文博先生的看法，在遶境路線中，只要看到帶領隊伍的「寺廟頭旗」就代表神明即將從這裡通過，隊伍通過的同時有祭煞和清掃不潔之物的作用。陣頭隊伍的領頭頭旗代表神明的權威與神性，只要經過的路線就代表此地為神明所管轄的地方:19。

### 陣頭頭旗
整個遶境活動中的「鬧熱陣」，除了神明的神轎隊伍，通常會有各宮廟的陣頭隊伍，在各陣頭隊伍中的最前頭都會配有一支「陣頭頭旗」，各個廟宇配有的頭旗也會依據廟宇的大小、廟宇活動的形式而有不同的樣貌。分為以歌舞為主的文陣和多為武打的武陣，不同形式的廟宇會有不同樣貌的頭旗。頭旗會在整支隊伍的最前頭，用以向各宮廟和參與的民眾展現其團體身份:19。

## 頭旗結構
頭旗是由旗面、旗杆和旗頭組合而成。除了頭旗頭會有錫製的立體結構，頭旗心、邊和流蘇三樣所組成的旗面則以平面結構為主:84。

## 製作技法
旗面圖樣主要以刺繡技法呈現。不同的廟宇、團體都有對應的刺繡圖案，有些傳統廟宇會委以繡莊繡製旗面。精緻的刺繡手法表現下為廟會活動中所展現的大幅藝術品。旗面上的刺繡圖案代表頭旗對於廟宇的重要性，不僅是保存傳統，更是展現廟宇的榮耀:90；例如白沙屯媽祖的頭旗上繡上「白沙屯拱天宮天上聖母」字樣作為該廟宇的辨別字樣。

## 放頭旗儀式
頭旗具有指揮進香隊伍功能，並有除煞的效果。其中，白沙屯拱天宮慣於在媽祖起駕出發前三天舉辦「放頭旗」儀式，將頭旗豎立於廟前的龍柱，象徵進香儀式開始，亦為傳統民俗中重要的活動儀式。